# Hal Busse

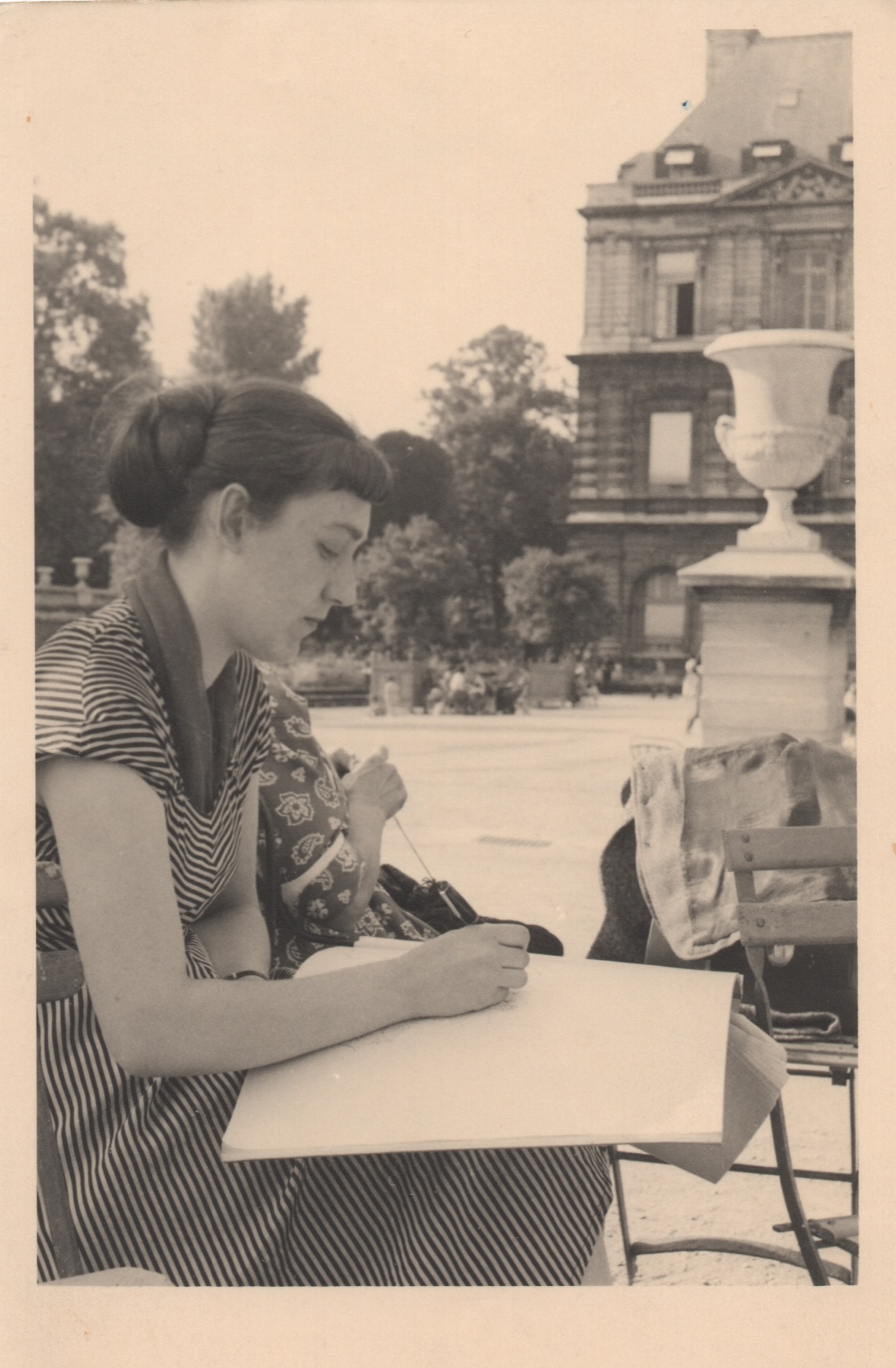
Hal Busse 1954 im Jardin du Luxembourg, Paris © Hermann Busse Familienarchiv Bendixen-Busse

Hal Busse (eigentlich Hannelore Bendixen-Busse, geb. Busse, * 15. Mai 1926 in Jagstfeld; † März 2018 in Heilbronn) war eine deutsche Künstlerin.

## Leben
Hannelore Busse wurde 1926 als Tochter des nachimpressionistischen Landschaftsmalers Hermann Busse (1883–1970) und Leni Kieser in Jagstfeld geboren. Sie malte bereits in jungen Jahren gemeinsam mit ihrem Vater und dem Jagstfelder Kreis vor allem in der Natur. Da der Vater auch ein Atelier in Berlin unterhielt, hielt sie sich als Kind dort ebenfalls häufig auf. 1946 begann sie ein Studium an der Staatlichen Akademie der Bildenden Künste Stuttgart unter den Professoren Fritz Steisslinger und Manfred Henninger. Die Klasse Henninger ging häufig zu Korrekturen bei Willi Baumeister. Ab Mai 1951 verbrachte sie mit Ruth Eitle und Irmgard Pfisterer einen dreimonatigen Studienaufenthalt in Paris. 1953 schloss sie als Meisterschülerin bei Manfred Henninger das Studium ab.
Nach ihrer Studienzeit heiratete sie 1956 den Maler Klaus Bendixen (1924–2003). Das Paar ließ sich in Stuttgart nieder, wo beide als freischaffende Künstler tätig waren. Nachdem Klaus Bendixen 1960 Professor am Lerchenfeld, der Hochschule für bildende Künste Hamburg wurde, zog die Familie 1961 nach Hamburg. Der Ehe entstammen zwei Töchter, die 1959 geborene Katarina Bendixen, ebenfalls Künstlerin, sowie Johanna Bendixen (* 1962), die heute das Nachlassarchiv betreut. Hal Busse zog 1985 zur Unterstützung ihrer Mutter nach Heilbronn, wo sie bis zu ihrem Lebensende lebte und arbeitete.

## Werk

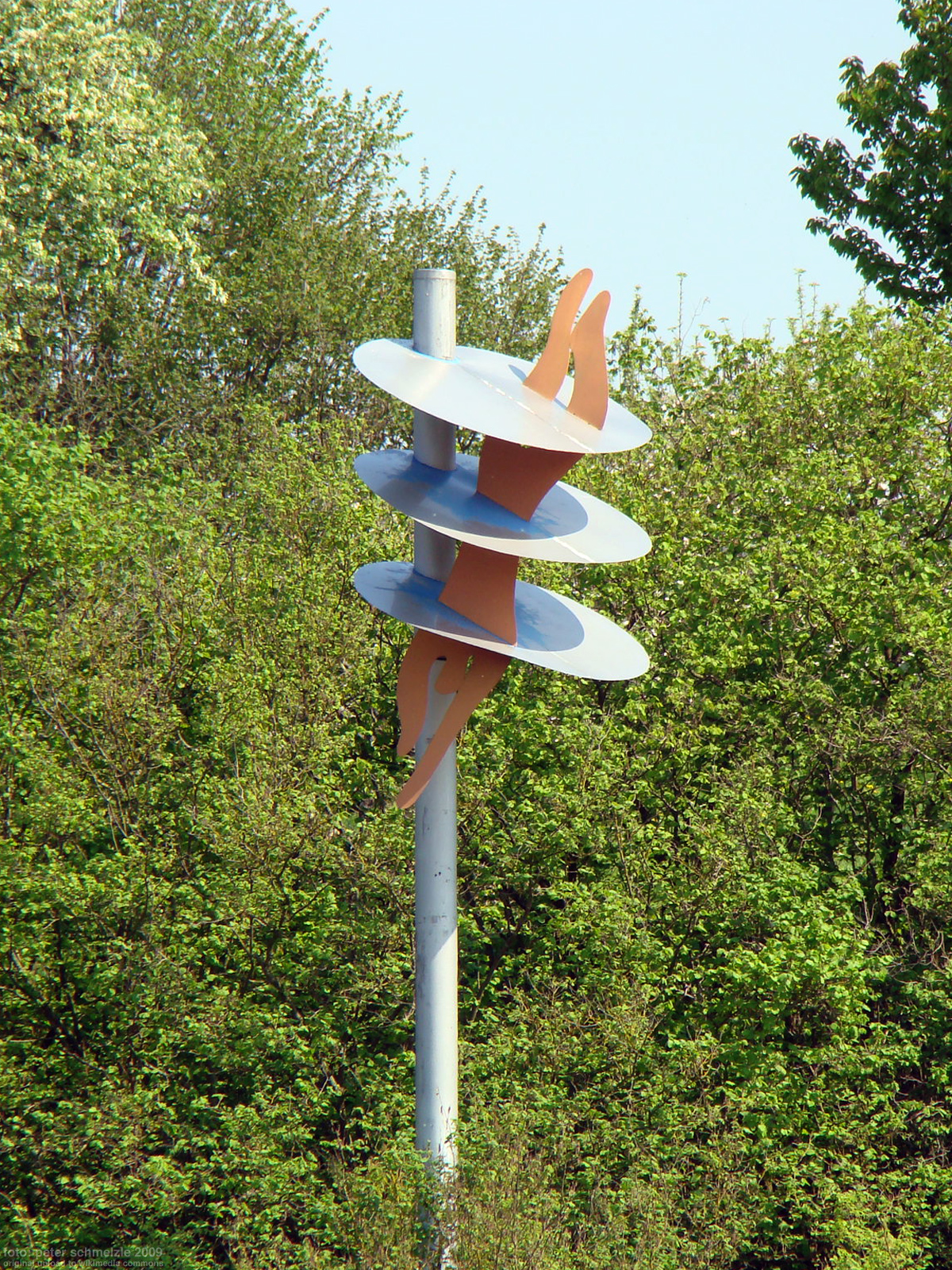
Springer (1982) von Hal Busse im Freibad in Kirchhausen

Das Œuvre von Hal Busse umfasst zirka 10.000 Werke aus den Bereichen Malerei, Relief, (Spiel-)Objekt, Kunst am Bau, Zeichnung und Druckgrafik. Ihr Schaffen zeichnet sich zeitlebens durch die präzise Erfassung des Menschseins aus. Das Thema Mensch setzte Hal Busse schwerpunktmäßig in Sujets wie Badende, Masse Mensch und Bewegung um. Für die Umsetzung entwickelte die Künstlerin eine eigene Bildsprache: besonders Farben und Formen (vornehmlich Kreise) in der Gesamtkomposition bestimmten das jeweils gewählte Stilmittel (Kasein, Öl, Aquarell, Tusche, Nägel, Lehmkugeln vom Weinberg).
Seit ihrem Studienaufenthalt 1951 in Paris entstand eine tiefe Verbundenheit zu Frankreich. Dies bezeugen zahlreiche Caféhaus-Zeichnungen und Stadtszenen, vielfach ausgestellt, bspw. in der Galerie Maurice Ratton Paris 1951. Daneben führten sie ihre Reisen zu den Künstlern Constantin Brâncuși, Alberto Giacometti, Sonia Delaunay, Fernand Léger und der École de Paris und einer substantiellen Auseinandersetzung mit deren Wirken. Die Arbeiten von Hal Busse wurden vielerorts gezeigt: 1954 Labauet Gallery, Milwaukee „Hal Busse, I. Young und Hamilton“,
1956 trat sie in den Deutschen Künstlerbund ein. Ende der 1950er-Jahre kürzte sie ihren Spitznamen Haloli in den Künstlernamen Hal ab.
Mit ihrem Mann, dem Baumeister-Schüler Klaus Bendixen, bezog sie eine großzügige Fabriketage mit Atelierflächen in Stuttgart. Das Paar stand im engen Austausch mit Anton Stankowski, Max Bense und Helmut Heißenbüttel. Vom Künstlerkollegen Fritz Seitz angeregt hatte Hal Busse enge Kontakte zur Künstlergruppe ZERO, mit der sie 1958 in der 7. Abendausstellung „Das rote Bild“ (Düsseldorf) ein Nagelrelief zeigte. 1957 nahm sie an der Ausstellung „Abstraktes und Konkretes“ in der Kunsthalle Darmstadt teil, im gleichen Jahr an „Peintres allemands contemporains“ im Musée de Lyon. 1957–58 war sie an der „Biennale 1957“ beteiligt, die in Paris begann und anschließend in Montreal (Kanada) gezeigt wurde.
Sie gewann kontinuierlich (1946–1982) Preise und Wettbewerbe, realisierte Entwürfe und Aufträge zu Kunst am Bau, unter anderem 1957 die Hauptwand des Foyers in der Heilbronner Harmonie. Vor ihrem Umzug nach Hamburg 1961 wurde 1958 in der Galerie im Hause Behr, Stuttgart „Hal Busse – Bilder und Montagen“ gezeigt. Dr. Berthold Hackelsberger eröffnete die Einzelausstellung mit den Worten: „Dichte der Bildidee, kraftvolle und sichere Verwirklichung im Werk und überzeugende Folgerichtigkeit der künstlerischen Entwicklung zeichnen die Arbeiten der Malerin Hannelore Busse in hervorragender Weise aus. Die Bilder von 1952/53 zeigen menschliche Körper vereinfacht zu rhythmisch gegliederten stark modellierten Formzusammenhängen, die sich in dichtem Gefüge ordnen. Diese bewegungserfüllten plastischen Formballungen sind in ruhigen Flächen in Spannung gesetzt (...) In den Arbeiten aus den Jahren 1957/58 wird über Zwischenstufen hin die Farbe immer freier vom gegenständlichen Bezug. Ihre Strahlung, ihre räumlich dynamischen Energien werden unmittelbar spürbar und ordnen sich im Spiel der Verteilung. (...) Das Erlebnis großer Menschenansammlungen im Theater, in der Arena, in Schwimmbädern etc. scheinen für die Malerin eine der Hauptquellen der Imagination zu sein.“
1966 stellte sie in der Abteilung Neue Gruppe auf der Grossen Kunstausstellung im Münchener Haus der Kunst aus. 1968 hatte sie ein Stipendium an der Cité Internationale des Arts in Paris. Die damaligen Studentenunruhen inspirierten sie zu politischen Bildern, deren Gestaltung und Farbigkeit sich an die zeitgenössische Pop Art anlehnt. In den späten 1970er Jahren entstanden außerdem Arbeiten aus geflochtenem, aquarelliertem Papier. Mit ihrem Umzug nach Heilbronn 1985, wo sie ihre Mutter im Elternhaus betreute, bezogen sich ihre abstrakten Arbeiten zunehmend auf malerische Landschaftsbilder. Auch der Lehm aus den Weinbergen, fand sich in den Bildern wieder.
Zu ihren bevorzugten Motiven gehören Strand- und Badeszenen, die sie während allen Phasen ihrer künstlerischen Entwicklung in unterschiedliche Stilen geschaffen hat. Mit Badeszenen in der abstrahiert-reduzierten Formensprache der frühen 1950er Jahre gewann sie 1954 den 2. Preis beim Kunstpreis der Jugend und nahm sie 1957 an der Biennale in Paris teil. Ihr völlig abstrahiertes großformatiges Tafelbild Strand von 1967, das unter Verwendung von Sand aus Sperlonga entstand, zählt zu ihren Hauptwerken. Während der 1970er Jahre entstanden Siebdrucke mit Strandmotiven aus der Vogelschau. Ebenso finden sich Strandmotive in ihrem Spätwerk seit der Rückkehr nach Heilbronn 1985. Für das Freibad in Kirchhausen schuf Bendixen-Busse 1982 die Skulptur Springer, eine vier Meter hohe stilisierte menschliche Figur auf einem elf Meter hohen Mast, die durch drei blaue Scheiben zu springen scheint.
Die Städtischen Museen Heilbronn besitzen zahlreiche Werke der Künstlerin. Das Bild mit dem Titel Paris (1952) zeigt eine Verkehrsinsel in Paris, wobei Treppen von der Insel zu einer Métrostation hinabgehen. Einzelne Farbpunkte bzw. Flecken vermitteln Bewegung. Das Gemälde Die Obsternte (1953) zeigt abstrahierte Erntehelfer am Bodensee in roten und braun-grünen Farbtönen. Das grüne Paar (1953/54) zeigt ebenso stark abstrahiert ein zwischen Bäumen rastendes Paar. Das Streifenbild (der Weg zur Familie) (um 1955) ist eine Tuscharbeit auf Leinwand und zeigt abstrahierte menschliche Körper. Die Strukturbilder Gold-gelb und Gelb-orange (um 1960) sind rein abstrakte Farbkompositionen. Der Kunsthistoriker Jörg Scheller schrieb über Busse, das Fehlen eines klaren Markenzeichens in ihrem Werk verweise „auf die Möglichkeit eines anderen Künstlerinnenbildes: Neugier statt Marktmacht, Empfindsamkeit statt Rigorismus, Suche statt Statement, Mehrdimensionalität statt Machotum. 'Durchsetzen ist nicht mein Ding', hat sie einmal gesagt. Eine Haltung, die erst auf den zweiten Blick als solche erkennbar ist – und deshalb so wertvoll.“
Mehrere ihrer Nagelreliefs wurden vom Regierungspräsidium Stuttgart aufgekauft. Weitere Werke Hal Busses befinden sich im Besitz des Kunstmuseums Stuttgart, der Städtischen Museen Heilbronn, der Mercedes-Benz Art Collection, der Stiftung Museum Kunstpalast, des Kupferstichkabinetts Berlin (Staatliche Museen zu Berlin – Preußischer Kulturbesitz), des Städtischen Museums Schloss Morsbroich in Leverkusen, der WestLotto Kunstsammlung Münster, des Nachlassarchivs Fritz Steisslinger (Böblingen) der Akademie der Künste Berlin (Dietrich Heissenbüttel Archiv) und der ZERO Foundation Düsseldorf.

## Postume Ausstellungen
- 2017: Serielle Formationen 1967 / 2017, Haus Huth, Berlin
- 2017: Art in Europe 1945–1968
- 2019: „Zero[+1] – Das Frühwerk von Hal Busse“, Kunsthaus Dahlem, Berlin[18]
- 2021: Hal Busse „Es bewegt sich alles so sehr“, Raum III, Berlin
- 2021: Hal Busse „DAS BLEIBENDE IST DAS FLÜCHTIGE“, Galerie Volker Diehl, Berlin
- 2023–24: „Rot geht mit allen Farben“[19] Galerie Volker Diehl, Berlin, 24.11.2023 – 09.02.2024, Katalog mit einem Faksimilé eines Künstlerbuches aus dem Jahr 1957 von Hal Busse: ISBN 978-3-945867-65-5